# Игнатов, Борис Анатольевич
Борис Анатольевич Игнатов — советский военный, государственный и политический деятель; генерал-майор инженерных войск.

## Биография
Родился в 1901 году в станице Каменской. Член ВКП(б).
С 1919 года — на военной службе, общественной и политической работе. В 1919—1961 гг. — в РККА, слушатель инженерно-командных курсов, учился в военно-инженерной школе, в Военно-Технической Академии, заместитель начальника Главного военно-инженерного управления РККА, начальник инженерных войск 5-й танковой армии, 12-й армии, 16-й армии, 46-й армии, министр жилищно-гражданского строительства РСФСР, в Министерстве обороны СССР.
Избирался депутатом Верховного Совета РСФСР 3-го созыва.
Умер в 1969 году в Москве.